# Oaklyn
Oaklyn és una població dels Estats Units a l'estat de Nova Jersey. Segons el cens del 2006 tenia 4.080 habitants.

## Demografia
Segons el cens del 2000, Oaklyn tenia 4.188 habitants, 1.791 habitatges, i 1.067 famílies. La densitat de població era de 2.650,8 habitants/km².
Dels 1.791 habitatges en un 27% hi vivien nens de menys de 18 anys, en un 43,9% hi vivien parelles casades, en un 11,8% dones solteres, i en un 40,4% no eren unitats familiars. En el 34,3% dels habitatges hi vivien persones soles el 14,1% de les quals corresponia a persones de 65 anys o més que vivien soles. El nombre mitjà de persones vivint en cada habitatge era de 2,34 i el nombre mitjà de persones que vivien en cada família era de 3,07.
Per edats la població es repartia de la següent manera: un 22,8% tenia menys de 18 anys, un 7,9% entre 18 i 24, un 30,8% entre 25 i 44, un 21,7% de 45 a 60 i un 16,8% 65 anys o més.
L'edat mediana era de 38 anys. Per cada 100 dones de 18 o més anys hi havia 89,3 homes.
La renda mediana per habitatge era de 44.364 $ i la renda mediana per família de 55.434 $. Els homes tenien una renda mediana de 37.474 $ mentre que les dones 30.243 $. La renda per capita de la població era de 24.157 $. Aproximadament el 5,2% de les famílies i el 6,5% de la població estaven per davall del llindar de pobresa.

## Poblacions més properes
El següent diagrama mostra les poblacions més properes.